# Parti démocratique du Nigeria et du Cameroun
 (signalé en mai 2025).
Si vous disposez d'ouvrages ou d'articles de référence ou si vous connaissez des sites web de qualité traitant du thème abordé ici, merci de compléter l'article en donnant les références utiles à sa vérifiabilité et en les liant à la section « Notes et références ».
- Archive Wikiwix
- Bing
- Cairn
- DuckDuckGo
- E. Universalis
- Gallica
- Google
- G. Books
- G. News
- G. Scholar
- Persée
- Qwant
- (zh) Baidu
- (ru) Yandex
- (wd) trouver des œuvres sur Wikidata

 (octobre 2022).
Le Parti démocratique du Nigeria et du Cameroun (en anglais : Democratic Party of Nigeria and the Cameroons) est un parti politique nigérian créé en août 1958. Le parti est issu d'un comité de réforme du Conseil national du Nigeria et du Cameroun dirigé par Tobi Izedonmi qui a contesté sans succès le leadership de Nnamdi Azikiwe. Le schisme qui en a résulté avec les dirigeants politiques du parti Igbo dominant ne s'est pas traduit par un soutien massif de la base. Cependant, le parti était considérablement connu dans les districts d'Orlu et d'Onitsha.